# Хустець (Хустський район)
Хусте́ць — село в Хустській міській громаді у Закарпатській області в Україні. Населення становить 829 осіб (станом на 2001 рік).

## Географія
| Клімат Хустця           | Клімат Хустця | Клімат Хустця | Клімат Хустця | Клімат Хустця | Клімат Хустця | Клімат Хустця | Клімат Хустця | Клімат Хустця | Клімат Хустця | Клімат Хустця | Клімат Хустця | Клімат Хустця | Клімат Хустця |
| Показник                | Січ.          | Лют.          | Бер.          | Квіт.         | Трав.         | Черв.         | Лип.          | Серп.         | Вер.          | Жовт.         | Лист.         | Груд.         | Рік           |
| Середній максимум, °C   | 0,0           | 2,4           | 8,1           | 14,9          | 20,1          | 22,9          | 24,6          | 24,2          | 20,3          | 14,6          | 7,2           | 2,1           | 13,5          |
| Середня температура, °C | −3,3          | −1,1          | 3,7           | 9,6           | 14,4          | 17,4          | 18,9          | 18,4          | 14,8          | 9,5           | 3,8           | −0,7          | 8,8           |
| Середній мінімум, °C    | −6,6          | −4,5          | −0,7          | 4,3           | 8,8           | 11,9          | 13,3          | 12,7          | 9,3           | 4,4           | 0,5           | −3,4          | 4,2           |
| Норма опадів, мм        | 48            | 43            | 43            | 53            | 78            | 99            | 86            | 76            | 50            | 46            | 53            | 63            | 738           |
| ----------------------- | ------------- | ------------- | ------------- | ------------- | ------------- | ------------- | ------------- | ------------- | ------------- | ------------- | ------------- | ------------- | ------------- |
| Джерело:                |               |               |               |               |               |               |               |               |               |               |               |               |               |

Посеред села протікає річка Хустець — колись повноводна і багата на рибу.

## Історія
Перша згадка у ХІХ столітті.

## Населення
Станом на 1989 рік у селі проживали 806 осіб, серед них — 415 чоловіків і 391 жінка.
За даними перепису населення 2001 року у селі проживали 829 осіб. Рідною мовою назвали:
| Мова       | Кількість осіб | Відсоток |
| ---------- | -------------- | -------- |
| українська | 827            | 99,76 %  |
| російська  | 1              | 0,12 %   |
| молдовська | 1              | 0,12 %   |